# Virga
|  | Aquest article es refereix a un terme meteorològic. Virgae és un tipus de superfície trobat a Tità, una de les llunes de Saturn. |

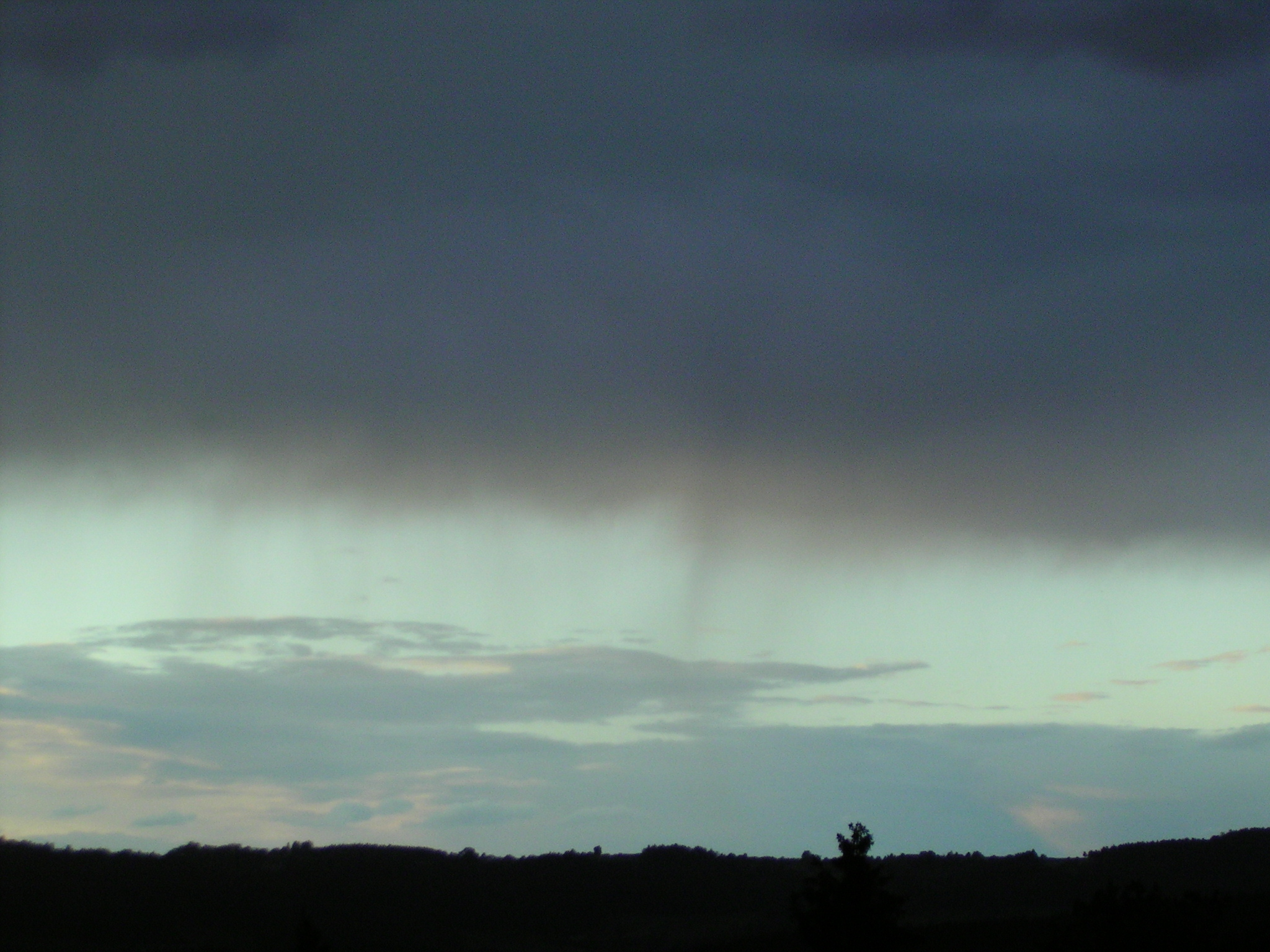
Nimbostratus virga

En meteorologia, virga és la precipitació que cau d'un núvol però que s'evapora abans d'arribar a terra. "Virga" és un terme llatí per a una branca, i els objectes que es fan d'ella, com un pal, una vara o una barra.
També és un acrònim per a "Variable Intensity Rain Gradient Aloft", significant que el gradient de pluja varia en intensitat depenent de l'altitud. Així com la precipitació s'evapora a mesura que va caient, la seva intensitat disminueix la "VIRGA".
A grans altituds la precipitació cau principalmentt com a cristalls de gel abans que es fongui i finalment s'evapori; es deu fonamentalment a la calor de compressió a causa de l'increment de la pressió atmosfèrica a l'acostar-se a terra; és més comú en el desert.
La virga pot causar interessants efectes meteorològics, a causa del fet que a mesura que la pluja líquida va passant a forma de vapor, sostreu molta calor de l'aire a causa de la més gran calor de vaporització de l'aigua. Aquests petits empaquetaments, d'aire extremadament fred descendeixen ràpidament, creant una microturbulència summament perillosa per a la navegació aèria.
Una virga pot jugar un rol en la gènesi de la cèl·lula d'una tempesta, on partícules lleugeres d'un núvol s'incorporen dintre de masses d'aire proper sobresaturat, actuant com a nuclis per al següent cumulonimbe com núvol de tempesta, i continuar així formant tempestes.
Una virga pot produir dramàtiques i belles escenes, especialment als capvespres rogencs. La llum vermella pot aconseguir fer visibles els dolls d'aire i la pluja caient, mentre vents ascendents empenyen més enllà de la vora màxima de la virga, formant un angle, fent aparèixer als núvols com en forma de comes.

## Termodinàmica
L'energia necessària per a l'evaporació de la pluja o la sublimació de la neu es pren de l'aire que envolta la precipitació, cosa que la fa refredar. Per la llei dels gasos perfectes, aquesta part de l'aire esdevé més dens que l'aire que l'envolta i ha de davallar segons el principi d'Arquimedes. Això produeix un corrent descendent on la velocitat depèn de la quantitat de pluja evaporada. D'altra banda, si la taxa de precipitació varia espacialment sota el núvol, el refredament serà desigual i es trobaran les taxes de davallament de l'aire que varien de la mateixa manera de punt en punt. Finalment, les zones sense precipitacions sota el núvol seran més càlides que aquelles de la virga i hi haurà un moviment convectiu cap amunt en aquestes zones.

## Galeria

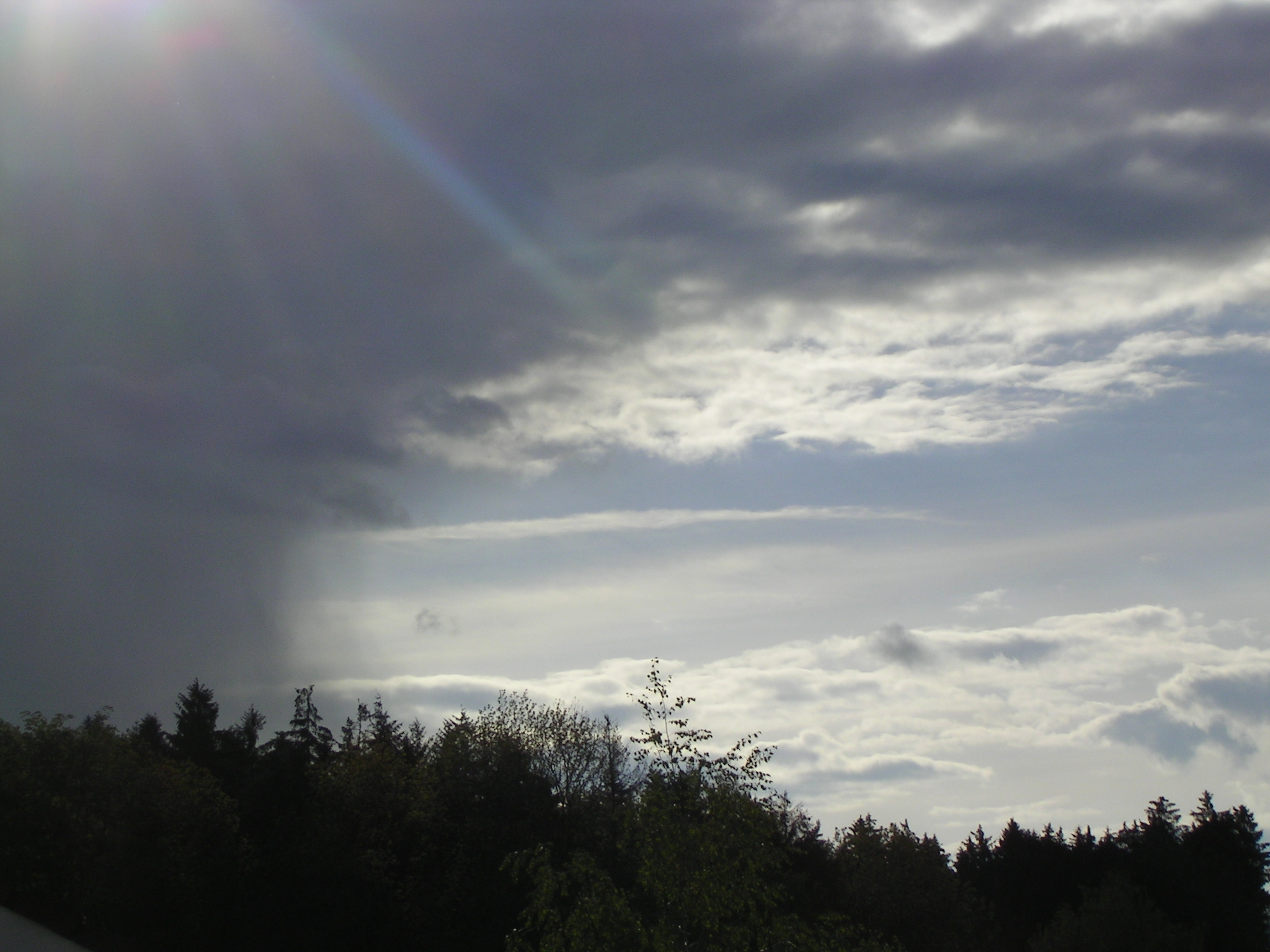
Altostratus virga
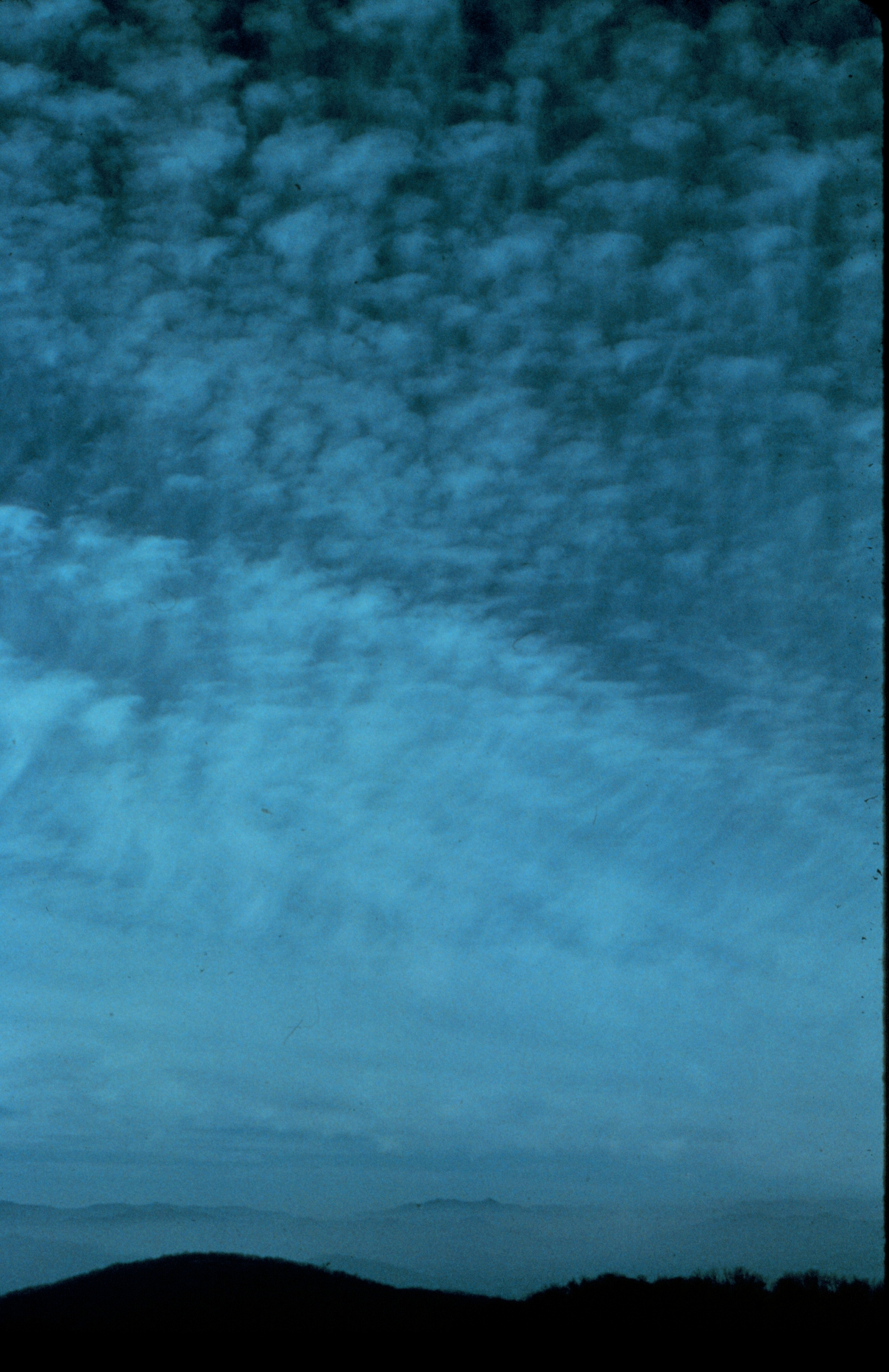
Virga

## Virga extraterrestre
Pluges d'àcid sulfúric es donen a l'atmosfera de Venus evaporant-se abans d'arribar al terra, a causa de la intensa calor a la superfície.